# キング・ソロモンの秘宝2/幻の黄金都市を求めて
『キング・ソロモンの秘宝2 幻の黄金都市を求めて』（キング・ソロモンのひほう2 まぼろしのおうごんとしをもとめて、原題：Allan Quatermain and the Lost City of Gold）は1986年の映画である。

## あらすじ
ソロモンの秘宝を探す冒険を終えたアランとジェシーは結婚を控え、彼女の故郷アメリカに旅行に向かおうとしていた。そこにアランの友人デュモンが助けを求めて現れ、アランの生き別れた弟ロブソンと共に黄金都市を発見したことを伝える。デュモンはその日の夜に追っ手に殺され、アランは弟を探すためにアメリカ行きを取りやめ、ジェシーは1人でアメリカに行こうとする。アランはロブソンの行方を知る霊媒師スワーマの元を訪れ、アフリカ奥地に向かう準備を進める。旧知のアンソロポガスと再会して黄金都市に向かおうとするが、考え直して引き返してきたジェシーが人攫いに襲われている場面を目撃し、彼らを撃退する。さらに黄金を手に入れようとするスワーマも旅に同行することになり、一行は黄金都市に向けて出発する。旅の途中、アランたちは部族と遭遇し、「ジェシーと引き換えに河を渡らせる」と要求されるが拒否したため、彼らに襲撃される。アランは矢で射られるが、市場で買った鉄製の生地を着ていたため死を免れ、部族はアランを悪魔と認識して逃げ出す。アランたちは火山の地下水道を通過する際に噴火に巻き込まれ、仲間のアスカリが犠牲になってしまう。
生き残ったアランたちは黄金都市に到着し、ロブソンと再会する。黄金都市にはニレッタ、サライスという女王姉妹がいたが、実権は大司教のエイゴンが握っていた。彼はニレッタと組み黄金を独占して人々を「生贄」として黄金像に変えていた。アランはライオンに襲われていた少年を救うが、その際に「神聖な動物」とされているライオンを殺したためエイゴンの軍隊に殺されそうになるが、鉄製の生地のお陰で再び命拾いする。アランはダイナマイトを使って「魔術」を演出して黄金都市を狙う部族を追い払い、人々に崇められるようになる。サライスはエイゴンの支配から人々を解放するためアランたちに助けを求め、彼はアンソロポガスと協力して生贄の台を破壊する。エイゴンとニレッタは立ち去り黄金都市は解放されるが、エイゴンは周辺の部族と手を組み黄金都市に攻撃を仕掛けてくる。アランはアンソロポガスの斧を使って黄金像に雷を落とし、溶けた黄金を流してエイゴンの軍隊と部族を黄金像に変える。玉座の間にいたサライスとジェシーは侵入したニレッタと部族長に襲われるが、駆け付けたアランの機転で2人は床下に溶けた黄金の中に転落し、エイゴンもアランとの一騎打ちの末に黄金を浴びて倒される。アンソロポガスはエイゴンに寝返っていたスワーマを噴水の中に放り投げ、アランたちはサライスや人々と共に勝利を喜ぶ。

## キャスト
| 役名                       | 俳優                           | 日本語吹替   | 日本語吹替   |
| 役名                       | 俳優                           | テレビ朝日版 | フジテレビ版 |
| -------------------------- | ------------------------------ | ------------ | ------------ |
| アラン・クォーターメイン   | リチャード・チェンバレン       | 小川真司     | 堀勝之祐     |
| ジェシー・ヒューストン     | シャロン・ストーン             | 土井美加     | 勝生真沙子   |
| 大司教エイゴン             | ヘンリー・シルヴァ             | 樋浦勉       | 北村弘一     |
| アンソロポガス             | ジェームズ・アール・ジョーンズ | 飯塚昭三     | 内海賢二     |
| スワーマ                   | ロバート・ドナー               | 緒方賢一     | 田村錦人     |
| ナスタ                     | ドウミ・ラービ                 | 岡和男       | 緒方賢一     |
| 女王ニレッタ               | アイリーン・マルソン           | 台詞なし     | 台詞なし     |
| 女王サライス               | カサンドラ・ピーターソン       | 佐々木優子   | 弥永和子     |
| ロブソン・クォーターメイン | マーティン・ラベット           | 堀内賢雄     | 江原正士     |
| デュモン                   | ロリー・キラリー               | 稲葉実       | 福田信昭     |
| ダッチマン                 | アレックス・ヘインズ           | 丸山詠二     | 峰恵研       |

- テレビ朝日版：初回放送1992年5月3日『日曜洋画劇場』
- フジテレビ版：初回放送1989年11月4日『ゴールデン洋画劇場』

## 地上波放送履歴
| 回数  | テレビ局   | 番組名             | 放送日         | 吹替版       |
| ----- | ---------- | ------------------ | -------------- | ------------ |
| 初回  | フジテレビ | ゴールデン洋画劇場 | 1989年11月4日  | フジテレビ版 |
| 2回目 | フジテレビ | ゴールデン洋画劇場 | 1991年2月23日  | フジテレビ版 |
| 3回目 | テレビ朝日 | 日曜洋画劇場       | 1992年5月3日   | テレビ朝日版 |
| 4回目 | テレビ朝日 | 日曜洋画劇場       | 1993年9月5日   | テレビ朝日版 |
| 5回目 | 日本テレビ | 金曜ロードショー   | 1996年11月29日 | テレビ朝日版 |
| 6回目 | テレビ東京 | 午後のロードショー | 2016年9月6日   | フジテレビ版 |

## 公開
公開初週で興行収入200万ドルを記録し、ランキング7位となった。映画は興行的に失敗し、キャノン・フィルムは『Assassination』『ハノイ・ヒルトン』『オーバー・ザ・トップ』『Street Smart』と共に「興行的に失敗した作品」の一つに挙げている。
主演のリチャード・チェンバレンは、「私の家族は、あまり気に入っていなかった。父は映画を観なかったが、母からは”リチャード、広告は全て間違っている。彼らはもっと面白さを伝えるべきだった”と言われた。しかし、この映画が私のキャリアを傷付けるとは思っていません。映画を作る人々がたくさんいることを知っているし、その中には良いものも、そうではないものもあります。マイケル・ケインがその一例です。彼の映画は素晴らしいものがあり、忘れ去られることはありません。私は、あなたたちが楽しめる仕事をし続ける限り、大丈夫だろうと思っています」と述べている。

## 評価
ボストン・グローブは、「午後の日差しの下では何も新しいことは起きません。この映画にも同じことが言えます。洗い流された風景、陳腐な対話と不気味なパフォーマンス……ジェームズ・アール・ジョーンズの存在を除いて、従来的なネイティブ酋長の登場。この映画は愚か者のための映画です」と酷評した。ニューヨーク・タイムズは、「スティーヴン・スピルバーグの特殊効果を見た人々は、そこから多くを学ぶことが出来ますが、この映画にはそれがありません。幸い、リチャード・チェンバレンはプロの役者であり、そうでなければ、この映画が注目されることはなかっただろう」と批評している。ロサンゼルス・タイムズは、「このシリーズは、『レイダース/失われたアーク《聖櫃》』の続編を待ちきれない人々をターゲットにしています。残念なことに戦闘シーンのほとんどは不適切に変更され……リチャード・チェンバレンは、ハリソン・フォードの演じたインディアナ・ジョーンズのような痛快なヒーローにはなれなかった」と批評している。

## 批判
原作小説は19世紀に出版され、執筆当時は進歩的な内容だったが、小説に描かれている人種差別的な描写を映画にも取り入れたため批判の対象となった。映画はコメディとして製作されたが、批評家はそれによって人種差別的描写が許容される訳ではないと批判している。